# Grande Meteoro de 1783
O Grande Meteoro de 1783 foi uma procissão de meteoros observada em 18 de agosto de 1783 nas Ilhas Britânicas, em uma época em que tais fenômenos não eram bem compreendidos. O meteoro foi objeto de muita discussão nas Philosophical Transactions of the Royal Society e foi objeto de um estudo detalhado de Charles Blagden.

## Observações
O evento ocorreu entre 21h15 e 21h30 de 18 de agosto de 1783, uma noite clara e seca. A análise das observações indicou que o meteoro entrou na atmosfera da Terra sobre o Mar do Norte, antes de passar pela costa leste da Escócia e Inglaterra e pelo Canal da Mancha; ele finalmente se separou, após uma passagem dentro da atmosfera de cerca de mil milhas (cerca de 1 600 km), sobre o sudoeste da França ou norte da Itália.
 

Houve muitas testemunhas. Talvez o mais proeminente tenha sido Tiberius Cavallo, um filósofo natural italiano que por acaso estava entre um grupo de pessoas no terraço do Castelo de Windsor na época em que o meteoro apareceu. Cavallo publicou seu relato do fenômeno no v. 74 das Transações Filosóficas:
Alguns flashes de luz lambente, muito parecidos com a aurora boreal, foram observados pela primeira vez na parte norte dos céus, que logo foram percebidos como procedentes de um corpo luminoso arredondado, cujo diâmetro aparente era igual à metade do da lua, e quase estacionário no mesmo ponto dos céus [...] Esta bola a princípio apareceu de uma luz azulada fraca, talvez por parecer apenas acesa, ou por aparecer através da nebulosidade; mas gradualmente aumentou sua luz e logo começou a se mover, a princípio subindo acima do horizonte em uma direção oblíqua em direção ao leste. Seu curso nessa direção foi muito curto, talvez de cinco ou seis graus; depois disso, dirigiu seu curso para o leste [...] Sua luz era prodigiosa. Cada objeto parecia muito distinto; toda a face do país, naquela bela perspectiva diante do terraço, sendo instantaneamente iluminada. 
Cavallo observou que o meteoro, que era visível por cerca de trinta segundos no total, parecia se dividir em vários corpos menores (uma procissão de meteoros) imediatamente após a massa principal e que um barulho estrondoso, "como se fosse de um trovão a uma grande distância", foi ouvido cerca de dez minutos após o meteoro aparecer, que ele especulou "foi o relato da explosão do meteoro". Outros relatos, como os de Alexander Aubert e Richard Lovell Edgeworth, notaram tons de vermelho e azul na bola de fogo.
Alguns relatos pareciam um pouco mais fantasiosos; a London Magazine mencionou uma carta de um tenente de um navio de guerra britânico que havia sido posicionado ao norte da Irlanda "que relata ter visto o mesmo meteoro se movendo ao longo do quadrante nordeste [...] mas ele acrescenta algo bastante singular, a saber, que pouco tempo depois, ele o viu se movendo de volta, o caminho contrário ao qual veio". O autor acrescentou que "várias outras observações deste meteoro chegaram às minhas mãos, mas são tão inconsistentes com estas já relacionadas, bem como umas com as outras, que me abstenho de mencioná-las".
Gilbert White, escrevendo em 1787, lembraria o verão "incrível e portentoso" de 1783 como "cheio de fenômenos horríveis [...] meteoros alarmantes e tremendas tempestades que assustaram e afligiam os diferentes condados deste reino".

## Representações visuais

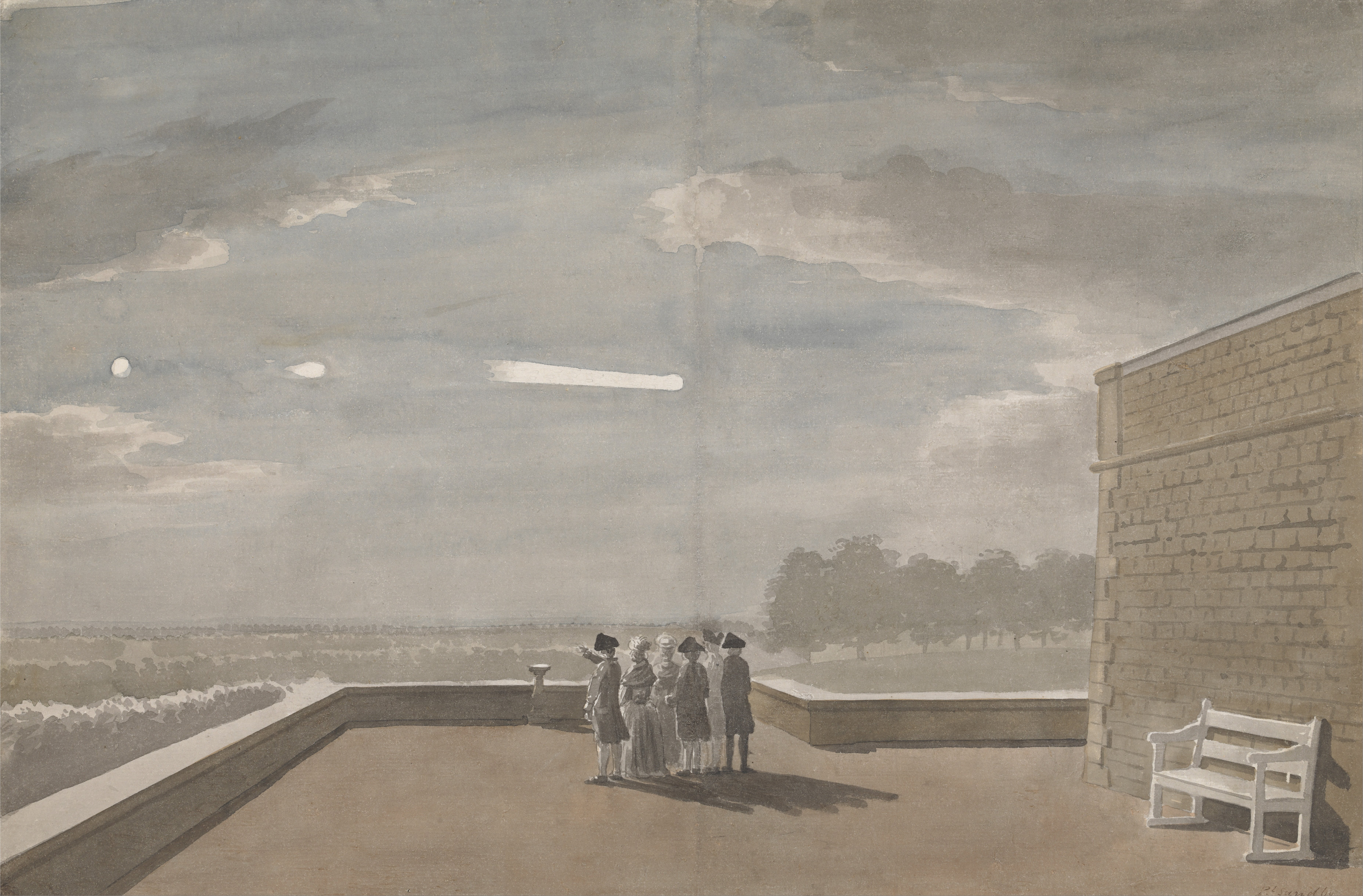
O Grande Meteoro de 1783, visto do ângulo leste do North Terrace, Castelo de Windsor, aquarela original de Paul Sandby. Observe o ambiente nebuloso da imagem, associado à erupção do vulcão Laki este ano.

Um dos cinco companheiros de Cavallo no terraço foi o artista Thomas Sandby, que em colaboração com seu irmão Paul baseou uma gravura agora conhecida no evento. Uma impressão desta gravura está na coleção do Hunterian Museum and Art Gallery na Glasgow University. Uma segunda gravura foi produzida por um professor, Henry Robinson, que observou o meteoro da vila de Winthorpe, Nottinghamshire. Outras gravuras, baseadas nos desenhos dos autores e apresentadas de forma desdobrável, foram incluídas nos artigos de Cavallo e Nathaniel Pigott nas Philosophical Transactions.
Uma pintura tradicionalmente pensada para ser da aparição de 1759 do cometa Halley e atribuída ao "Canaletto inglês", Samuel Scott, tem sido interpretada nos anos mais recentes como representando um grande meteoro de bola de fogo, dada a sua aparência geralmente não cometária. Outros trabalhos de Jay Pasachoff e Roberta Olson sugeriram que a pintura não é de fato de Scott e que retrata o terceiro estágio da bola de fogo de 1783, vista sobre o Tâmisa.